# زانکت فایت ایم پونگو
زانکت فایت ایم پونگو (به آلمانی: Sankt Veit im Pongau) یک منطقهٔ مسکونی در اتریش است که در ناحیه سنت یوهان ایم پونگاو واقع شده‌است. زانکت فایت ایم پونگو ۵۶٫۸۴ کیلومتر مربع مساحت دارد ۷۶۴ متر بالاتر از سطح دریا واقع شده‌است.